# Melanagromyza generosa
Melanagromyza generosa är en tvåvingeart som beskrevs av Spencer 1961. Melanagromyza generosa ingår i släktet Melanagromyza och familjen minerarflugor.
Artens utbredningsområde är Etiopien. Inga underarter finns listade i Catalogue of Life.